# Michelinmannetje
Het michelinmannetje (Pycnogonum litorale) is een zeespin uit de familie Pycnogonidae. De Nederlandse naam verwijst naar het gedrongen uiterlijk en de lichte tot witte kleur, waardoor de zeespin met enige fantasie lijkt op Bibendum, de beroemde mascotte van bandenfabrikant Michelin.

## Beschrijving
Het michelinmannetje wordt ongeveer twee centimeter lang en heeft in vergelijking met andere zeespinnen vrij korte en gedrongen poten. Mannetjes zijn van de vrouwtjes te onderscheiden doordat ze speciale poten hebben om de eieren te dragen, de ovigeren. Bovendien blijven ze kleiner dan vrouwtjes en hebben een donkerdere kleur. Aan de voorzijde is een slurfachtig orgaan gelegen, waarmee de zeespin zijn prooien uitzuigt. Dit zijn vooral zeeanemonen, zoals de zeeanjelier (Metridium senile).

## Verspreiding
Het michelinmannetje komt voor in koudere zeeën in het noordoostelijke deel van de Atlantische Oceaan, van het Noordpoolgebied tot Zuid-Spanje, inclusief de Noordzee, het Kattegat en de Middellandse Zee, alsmede de Atlantische kust van Noord-Amerika. De zeespin kan ook langs de Nederlandse kust worden aangetroffen, maar is hier niet algemeen.